# Sirdalsvatnet
Sirdalsvatnet er en sø der ligger i kommunerne Flekkefjord og Sirdal i Agder fylke i Norge. Den gennemløbes af elven Sira, og har et areal på 18,8 km2, er 27 km lang og ligger 53 moh. Den strækker sig mellem byerne Sira i syd og Tonstad i nord. Langs den nordlige del af østbredden går riksvei 42 (Egersund–Arendal).

## Eksterne kilder og henvisninger
- Om Sirdalsvatnet på Store Norske Leksikon